# Czapetka samarangijska
Czapetka samarangijska (Syzygium samarangense (Blume) Merr. & Perry) – gatunek drzewa z rodziny mirtowatych. Pochodzi z Birmy, Tajlandii, Indonezji, Filipin, Malezji, Papui-Nowej Gwinei i Wysp Salomona. Jest uprawiany również w innych krajach o klimacie tropikalnym. W różnych częściach świata owoce posiadają wiele lokalnych nazw.

## Morfologia
PokrójWieczniezielone drzewo osiągające do 12 m wysokości.
LiściePodługowate, elipsoidalne, o długości do 25 cm.
KwiatyNiewielkie, białe, czteropłatkowe.
OwoceGruszkowate jadalne jagody, do 15 cm długości. Woskowate, stąd jedna z nazw angielskich: „wax apple”. Barwa bardzo zróżnicowana, od niemal białej, poprzez czerwoną do niemal czarnej. Smak mało wyrazisty, podobny do chrupiącego jabłka.
Gatunki podobneCzapetka wodnista

## Zastosowanie
- Drzewo hodowane głównie dla owoców, owoce wykorzystywane w kuchni malajskiej
- Na Filipinach drewno używane do budowy chat;
- Kwiaty wykorzystywane na Tajwanie w celach leczniczych[6].

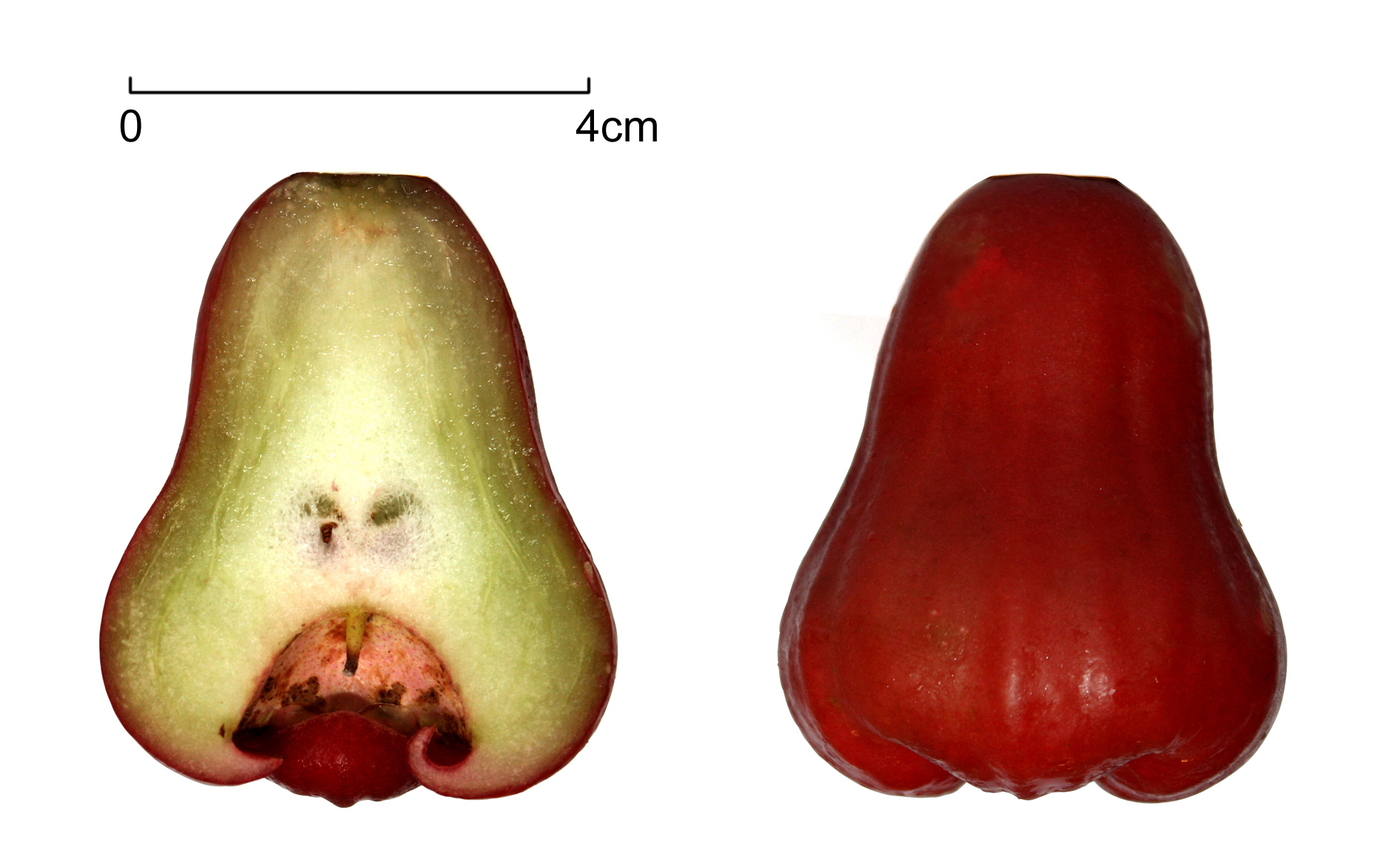
Owoc w przekroju